# ムーロム公
ムーロム公（ロシア語: Князь муромский）は、分領制時代のルーシの国家の一つムーロム公国の公（クニャージ）であり、公国の主権者またはそれに準ずる地位にあった者。同公国は現在のヴラジーミル州ムーロムを中心に形成されていた。

## 歴代君主
1. 1095年-1096年　イジャスラフ・ウラジミロヴィチ
2. 1097年-1123年　ヤロスラフ・スヴャトスラヴィチ
3. 1123年-1127年　フセヴォロド・ダヴィドヴィチ
4. 1127年-1129年　ヤロスラフ・スヴャトスラヴィチ（復位）
5. 1129年-1143年　ユーリー・ヤロスラヴィチ
6. 1143年-1145年　スヴャトスラフ・ヤロスラヴィチ
7. 1145年-1147年　ロスチスラフ・ヤロスラヴィチ
8. 1147年-1149年　ウラジーミル・スヴャトスラヴィチ
9. 1149年-1155年　ロスチスラフ・ヤロスラヴィチ（復位）
10. 1155年-1161年　ウラジーミル・スヴャトスラヴィチ（復位）
11. 1161年-1174年　ユーリー・ウラジミロヴィチ
12. 1174年-?　ダヴィド・ユーリエヴィチ
13. ?-1203年　ウラジーミル・ユーリエヴィチ
14. 1203年-?　イーゴリ・ユーリエヴィチ
15. ?-1237年　ユーリー・ダヴィドヴィチ
16. 1237年-?　ヤロスラフ・ユーリエヴィチ…モンゴル帝国によるルーシ侵攻とムーロムの破壊で公位は約1世紀にわたり空位となる
17. ?-1344/8年　ヴァシリー・ヤロスラヴィチ
18. 1344/8年-1353年　ユーリー・ヤロスラヴィチ
19. 1353年-1359年　フョードル・グレボヴィチ(ru)